# Leikanger (Sogndal)
Leikanger is een voormalige gemeente gemeente aan de Sognefjord in de Noorse provincie Sogn og Fjordane. 
De gemeente telde 2332 inwoners in januari 2017. Op 1 januari werd Leikanger samen de gemeente Balestrand opgenomen in de gemeente Sogndal, die werd opgenomen in de op die dag gevormde provincie Vestland.

## Plaatsen in de gemeente
- Hermansverk/Leikanger

Årdal · Askvoll · Aurland · Balestrand · Bremanger · Eid · Fjaler · Flora · Førde · Gaular · Gloppen · Gulen · Hornindal · Høyanger · Hyllestad · Jølster · Lærdal · Leikanger · Luster · Naustdal · Selje · Sogndal · Solund · Stryn · Vågsøy · Vik

Gemeenten in de provincie bij de opheffing op 1 januari 2020